# Zavod sv. Ivana Evanđelista u Varešu
Zavod sv. Ivana Evanđelista je ustanova Družbe Školskih sestara franjevki Krista Kralja Bosansko-hrvatske provincije Prečista Srca Marijina. Nalazi se u Varešu. Sestre su ga otvorile 1936. godine i u njemu su nakon nekoliko godina djelovanja u ustanovama franjevaca, započele su djelovati prema vlastitoj karizmi - kao školske sestre, učiteljice.